# Katiola
Katiola è una città, sottoprefettura e comune della Costa d'Avorio situata nel distretto di Vallée du Bandama ed è capoluogo della regione di Hambol.